# La Ferté-Milon
La Ferté-Milon è un comune francese di 2 420 abitanti situato nel dipartimento dell'Aisne della regione Alta Francia. Ha dato i natali allo scrittore francese Jean Racine.

## Società

### Evoluzione demografica
Abitanti censiti

## Monumenti e luoghi d'interesse

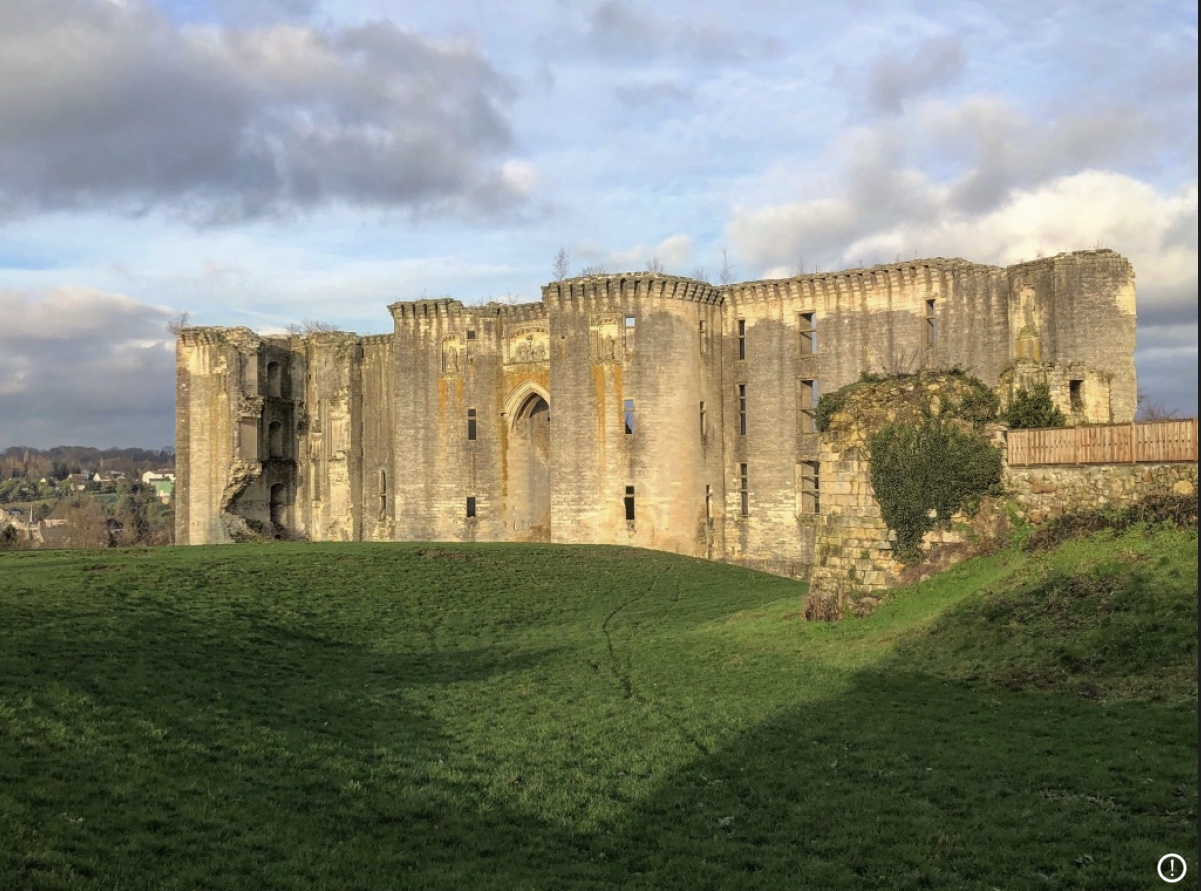
La facciata dell'incompiuto castello

Al fondo del viottolo acciottolato dei Rats, si trova la statua di Jean Racine bambino (opera di Louis-Auguste Hiolin nel 1910) e la chiesa di Notre-Dame, il cui campanile quadrato ricoperto di ardesia, ha quattro torrette agli angoli, delle quali la più esterna funge da scala. Il tetto del campanile e delle torrette sono in lieve pendenza. Visi trova anche una passerella che dà accesso a un parco (le mail) che fiancheggia il canale dell'Ourcq. Non lontano da quest'ultimo si trova un'altra statua di Jean Racine, l'originale in marmo di Pierre-Jean David d'Angers, eretto nel 1833, e classificato nel 1932 Monumento storico di Francia, oggi nel Museo municipale. Era stato offerto alla città da Luigi XVIII, protetto dalle intemperie da un portico secondo il gusto degli antichi. Oggi, in questo punto si trova una copia in pietra calcarea mentre l'originale in marmo si trova nel museo.
Tre chiese sono parimenti classificate nel registro dei Monumenti storici:
- la chiesa di Notre-Dame, nel 1920;
- la chiesa di San Nicola, nel 1965;
- le vestigia deil'antica chiesa di Saint-Vaast (abside) nel 1995.

Va inoltre citata la cappella di Sainte-Geneviève de Mosloy, le cui vetrate sono opera del pittore Jean Weinbaum.
Il sobborgo di Saint Quentin sur Allan possiede una piccola cappella, in parte risalente al XII secolo, che nel 2019 ha subito importanti restauri nelle vetrate e nella copertura.
Il cinema « Jean Racine » nel cuore d'un vecchio fabbricato che accoglie la Casa dei giovani e della cultura (MJC) vi è stato realizzato su idea di Gaston Astier, proposta a Michel Ferté, sindaco della città e sviluppato da Michel Delaforterie. Grazie a lui la Ferté-Milon fu una delle prime piccole città a proporre la tecnologia Dolby Digital.
Il castello de La Ferté-Milon è un antico castello che non fu mai realizzato completamente et le cui vestigia si ergono sul commne di La Ferté-Milon. La sua costruzione fu decisa da Luigi d'Orléans nel 1393. La sua morte fermò la costruzione e il progetto fu rapidamente interrotto.
Il castello è oggetto d'una classificazione come monumento storico nel 1862.